# Пик Мера
Мера Пик (там. மீரா (சிகரம்)) (6476 м) — самая высокая треккинговая вершина Непала. Входит в состав горного хребта Махалангур-Химал. Пик относится к горному массиву Кхумбу и располагается в национальном парке Макалу-Барун, который соседствует с парком Сагарматха, где находятся такие вершины как Эверест, Лхоцзе, Чо-Ойю, Тамсерку, Ама-Даблам. Именно поэтому треккинг к вершине Мера считается одним из живописнейших в данном регионе и открывает перед участниками виды на горы Канченджанга, Макалу, Нуптзе, Эверест, Южная Лхоцзе, Кангтега и другие.
Пик Мера имеет три вершины — Центральную (6461 м), Южную (6065 м) и Северную (6476 м).
В 1953 году британским полковником и альпинистом Джимми Робертсом была предпринята попытка покорения пика Мера, которая не увенчалась успехом. Впервые вершина была покорена четырьмя французскими альпинистами в сопровождении трёх местных шерпов 29 октября 1973 года.